# شالون أن شمباني
شالون أن شمباني، (بالإنجليزية: Châlons-en-Champagne)‏، نطق (الفرنسية:ʃɑlɔ̃ ɑ̃ ʃɑ̃paɲ)، هي مدينة في منطقة غراند إيست، في فرنسا. هي عاصمة مقاطعة مارن، على الرغم من كونها ربع مساحة مدينة ريمس.

## توأمة
لشالون أن شمباني اتفاقيات توأمة مع كل من:
- ميرابيل
- نويس (1972 - )
- Ilkeston [الإنجليزية]‏
- Wittenberge [الإنجليزية]‏
- بوبوديولاسو
- Razgrad Municipality [الإنجليزية]‏

## أعلام
- نيكولاس أبيرت
- سليمو سيلا
- إيف جيرار
- أدلبرت فون كاميسو
- موريس رينارد
- جورج رايموند
- مارغريت ستيوارت